# Уокер, Джефф
Джефф Уокер (англ. Jeff Walker; род. 25 марта 1969, Прескотт) — британский бас-гитарист и вокалист. Больше всего известен своей работой с дэт-метал/горграйнд группой Carcass в качестве бас-гитариста, лидер-вокалиста и главного автора текстов. До участия в Carcass он играл в панк-группе Electro Hippies. После Carcass вместе с двумя её участниками основал хард-рок проект Blackstar Rising. Также входит в состав Brujeria, играющей дэт-метал где играет на бас-гитаре.
Кроме того, Джефф проектировал обложки для нескольких альбомов, включая Scum группы Napalm Death, культового альбома Rise of the Serpent Men группы Axegrinder. Также явился дизайнером логотипа и продюсером дебютного альбома ливерпульской дэт-метал команды Diamanthian.
В Ливерпуле Джефф был известен своей активностью в кампаниях по запрету охоты на животных.
Джефф наряду с Биллом Стиром управлял недолго существовавшим лейблом звукозаписи Necrosis, с которым заключили контракты группы Cadaver из Норвегии и Repulsion из США.
Уокер на пару с Биллом Стиром появился в серии Timeslides комедийного фантастического сериала Красный Карлик, в котором исполнил роль Gazza - басиста группы Smeg and the Heads.
Его сольный альбом, Welcome to the Carcass Cuntry, был выпущен 9 мая 2006 года на Fractured Transmitter Records.Для записи он взял прозвище Jeff Walker Und Die Fluffers. Альбом выдержан в жанрах кантри и блюз с элементами метала. На этом альбоме присутствовало несколько гостей, включая Кена Оуэна и Билла Стира, а также участников HIM.
Джефф Уокер был гостем на альбоме Napalm Death The Code Is Red... Long Live the Code, в записи песни «Pledge Yourself to You». Работал с группой This Is Menace, участвуя в песнях «Onward Christian Soldiers» и «Pretty Girls». Также сотрудничал с группами Mnemic для записи вокала к Psykorgasm и выступал вживую с To Separate The Flesh From The Bones.
В данный момент выступает с вновь собранным составом Carcass, выступавшей на Wacken Open Air. Его коллега по команде Билл Стир отметил в недавнем интервью, что новый альбом Carcass вполне вероятен.